# Apna Sapna Money Money
Apna Sapna Money Money est un film indien de Bollywood réalisé par Sangeeth Sivan, sorti le 10 novembre 2006.
Le film met en vedette Jackie Shroff, Sunil Shetty, Celina Jaitley et Riya Sen.

## Distribution
- Jackie Shroff : Danny Carlos
- Sunil Shetty : Namdev Mane
- Celina Jaitley : Sania Badnaam
- Riya Sen : Shivani Shastri
- Sanjay Mishra : The real Sarju Maharaj Banerswala

## Box-office
- Recettes en Inde : 157 300 000 roupies[1].